# ارباب
ارباب یا پروردگار (به انگلیسی: Lord) نامی است برای شخص یا خدایی که دارای قدرت ، کنترل یا نیرو بر دیگران است و به عنوان یک ارباب، رئیس یا حاکم عمل می‌کند. این نام همچنین می‌تواند به اشخاص خاصی اشاره کند که دارای عنوان همتا در انگلستان هستند یا از عنوان‌های ادبی برخوردارند. جمع "اربابان" می‌تواند به یک گروه یا بدنه‌ای از همتایان اشاره کند.

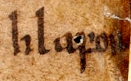
کلمه انگلیسی قدیم "hlaford" به "لرد" تبدیل شد.

عنوان اساسی «ارباب مانور» در سیستم فئودالیسم قرون وسطایی انگلیس پس از فتح نورمن‌ها در سال ۱۰۶۶ مورد استفاده قرار گرفت. عنوان "ارباب مانور" یک حیثیت فئودالی بود که نیروی خود را از وجود و عملکرد یک دادگاه بزرگ یا بارون درباری که او یا مباشرش ریاست آن را بر عهده داشت، می‌گرفت، بنابراین او ارباب دادگاه عمارت بود که قوانین را تعیین می‌کرد و قوانینی که باید بر تمام ساکنان و املاک تحت صلاحیت دادگاه حاکم باشد. برای مستاجران طبقه خاصی از اراضی که در زمان ساکسون‌ها به نام Infangentef شناخته می‌شد، ارباب آنها مردی بود که قدرت اجرای مجازات اعدام بر آنها را داشت. اصطلاحی که همواره در اسناد قرون وسطایی معاصر استفاده می‌شود، صرفاً «ارباب X» است که X نام عمارت است. اصطلاح "ارباب مانور" استفاده اخیر مورخان برای تشخیص این لردها از بارون‌های فئودال و دیگر افراد قدرتمند است که در اسناد باستانی با نام‌های مختلف "Sire" (فرانسوی قرون وسطی)، "Dominus" (لاتین)، "Lord" و غیره نامیده می‌شوند. عنوان "ارباب ملک" توسط دولت بریتانیا برای هر عنوانی که پیش از ۱۳ اکتبر ۲۰۰۳ (تاریخ آغاز قانون ثبت زمین در سال ۲۰۰۲) در اداره ثبت اسناد و املاک اعلی‌حضرت ثبت‌شده باشد به رسمیت شناخته می‌شود، اما پس از آن تاریخ دیگر نمی‌توان عناوین را ثبت کرد. و هر گونه عناوینی که به‌طور داوطلبانه توسط دارنده لغو ثبت شوند، نمی‌توانند بعداً مجدداً ثبت شوند. با این حال، هرگونه انتقال مالکیت املاک ثبت‌شده، در صورت اطلاع‌رسانی مقتضی، همچنان در دفتر ثبت خواهد شد؛ بنابراین در واقع ثبت برای ثبت نام‌های جدید بسته می‌شود. چنین عناوینی از نظر قانونی به عنوان «ارث غیرجسمانی» طبقه‌بندی می‌شوند زیرا وجود فیزیکی ندارند و معمولاً ارزش ذاتی ندارند. با این حال، در قرن بیستم بازار پرسودی برای چنین عنوان‌های پدید آمد، اغلب برای اهداف بیهوده، که با وجود یک ثبت رسمی کمک می‌کرد و به خریدار احساس وجود فیزیکی می‌داد. ثبت یا عدم ثبت عنوان «ارباب عمارت» تأثیری در اعتبار یا وجود قانونی آن ندارد که این امر در دادگاه تعیین می‌شود. پرونده‌های حقوقی مدرن توسط افرادی که مدعی حق مالکیت ارباب خانه بر سر سبزی‌های روستا هستند، به دست آمده‌است. رؤسای بسیاری از خانواده‌های مالک زمین انگلیسی باستانی همچنان ارباب زمین‌هایی هستند که به ارث برده‌اند.